# Syngnathus abaster
Syngnathus abaster är en fiskart som beskrevs av Risso 1827. Syngnathus abaster ingår i släktet Syngnathus och familjen kantnålsfiskar. IUCN kategoriserar arten globalt som livskraftig. Inga underarter finns listade i Catalogue of Life.